# 円明
円明（えんみょう、生年不詳- 仁寿元年（851年））は、平安時代前期の真言宗の僧。空海の十大弟子の一人。出自不詳。

## 略歴
はじめ東大寺で三論宗を学び、後に空海に師事して密教を学び灌頂を受けた。承和3年（836年）5月、東大寺真言院に定額僧21人が置かれるにあたり、実恵とともに真言院の管理者に選任されている。同じころ実恵が入唐請益僧真済に託した唐青竜寺宛の書状（遭難のため届けられず）にも、「東大の円明」とあり、東大寺に住していたことがわかる。承和5年（838年）から5年間、東大寺別当を務めた。嘉祥3年（850年）7月、権律師に任ぜられ、12月に律師となる。仁寿元年（851年）入滅。
道猷『弘法大師弟子譜』は、このほかに天長元年（824年）9月に最初の神護寺定額僧21人の一員として名簿に名を連ねているとしている。しかし近年、その名簿「廿一口交名」を神護寺定額僧のものとすることや、名簿の信憑性に否定的な見解が出されている。

## 補注
1. ↑  『弘法大師行化記』（続群書類従8下）所収。
2. ↑  国史に死亡記事がないため、『僧綱補任』による。入滅の月日、享年とも記載なし。
3. ↑  武内孝善「泰範の生年をめぐって―承和四年四月五日付僧綱牒の信憑性」（『高野山大学論叢』37、2002年）